# Football aux Jeux olympiques d'été de 1976
Navigation
Munich 1972 Moscou 1980
Le tournoi de football aux Jeux olympiques d'été de 1976 s'est déroulé du 18 juillet au 31 juillet 1976.

## Présentation
Les Jeux olympiques de 1976 marquent le début d'une série de trois boycotts consécutifs. Cette année-là, trois nations africaines, le Ghana, le Nigeria et la Zambie, se désistent pour raison politique, tout comme l'Uruguay (pour d'autres motifs).
La Pologne doit se contenter de la médaille d'argent puisque la RDA s'approprie l'or grâce à une victoire 3:1. Les vainqueurs marquent en début et en fin de partie, trouvant le fond du filet à deux reprises dans les 15 premières minutes grâce à Hartmut Schade et Martin Hoffmann, puis six minutes avant la fin du match par l'intermédiaire de Reinhard Häfner. Quelque 71 617 spectateurs assistent à ce duel au Stade olympique. Grzegorz Lato inscrit le seul but polonais. L'attaquant Andrzej Szarmach prend la tête du classement des buteurs avec six réalisations.

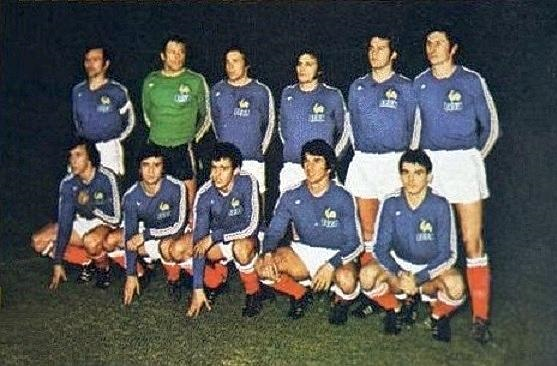
L'équipe olympique française en 1976.

Les Jeux de Montréal resteront également en mémoire comme le tremplin qui a lancé la carrière internationale de plusieurs grands noms du football: le milieu de terrain français Michel Platini, 21 ans (no 11 et non 10 à l'époque), le gardien de but espagnol Luis Arconada et le milieu de terrain mexicain Hugo Sánchez, 18 ans. Ce dernier connaîtra la consécration avec le Real Madrid en Espagne et l'équipe nationale du Mexique.
Platini, qui sera bientôt un joueur clé de l'équipe nationale de France et de la Juventus en Italie, marque trois buts pendant le tournoi. Il inscrit les deux buts de la rencontre de premier tour contre le Guatemala (4:1) puis un troisième but, dix minutes avant la fin du match contre Israël lors du premier tour (1:1). La course de la France se termine en quarts de finale lorsque deux joueurs - Jean Fernandez et Francisco Rubio - écopent d'un carton rouge à la 58e minute. Le score est alors de 1:0. Les Allemands de l'Est l'emportent finalement 4:0.
Devant 55 647 spectateurs, l'Union soviétique bat le Brésil 2:0 dans le match pour la 3e place. Bien que les rencontres de premier tour se soient déroulées à Toronto, Ottawa, Sherbrooke et Montréal, les 23 matches n'attireront pas moins de 580 156 spectateurs au total (une moyenne de 25 224 par match).

## Équipes présentes
Voici la liste des treize équipes qui participent finalement à la compétition :
| - Asie : - Corée du Nord (en) - Iran (en) - Israël - Amérique du Nord, centrale et Caraïbes : - Cuba - Guatemala - Mexique - Amérique du Sud : - Brésil | - Europe : - Espagne - France - Pologne (tenant du titre et qualifié d'office) - Allemagne de l'Est - Union soviétique - Nation hôte : - Canada |

Les trois équipes africaines (  Nigeria,  Ghana et  Zambie ) déclarent forfait.

## Tournoi

### Premier tour

#### Groupe A
| Rang | Équipe             | Pts     | J       | G       | N       | P       | Bp      | Bc      | Diff    |
| ---- | ------------------ | ------- | ------- | ------- | ------- | ------- | ------- | ------- | ------- |
| 1    | Brésil             | 3       | 2       | 1       | 1       | 0       | 2       | 1       | +1      |
| 2    | Allemagne de l'Est | 3       | 2       | 1       | 1       | 0       | 1       | 0       | +1      |
| 3    | Espagne            | 0       | 2       | 0       | 0       | 2       | 1       | 3       | -2      |
| '    | Nigeria            | Forfait | Forfait | Forfait | Forfait | Forfait | Forfait | Forfait | Forfait |

| 18 juillet 1976 | Brésil  | 0–0   | Allemagne de l'Est | Varsity Stadium, Toronto                       |                                                |
| 15h00           |         | (0–0) |                    | Spectateurs : 21 643 Arbitrage : John Paterson | Spectateurs : 21 643 Arbitrage : John Paterson |
| 15h00           | Rapport |       |                    | Spectateurs : 21 643 Arbitrage : John Paterson | Spectateurs : 21 643 Arbitrage : John Paterson |

| 20 juillet 1976 | Brésil                               | 2–1   | Espagne      | Stade olympique de Montréal                    |                                                |
| 19h00           | Rosemiro 7e · Chico Fraga 47e (pen.) | (1–1) | Idígoras 14e | Spectateurs : 30 693 Arbitrage : Paul Schiller | Spectateurs : 30 693 Arbitrage : Paul Schiller |
| 19h00           | Rapport                              |       |              | Spectateurs : 30 693 Arbitrage : Paul Schiller | Spectateurs : 30 693 Arbitrage : Paul Schiller |

| 22 juillet 1976 | Allemagne de l'Est | 1–0   | Espagne | Stade olympique de Montréal                       |                                                   |
| 15h00           | Dörner 46e         | (0–0) |         | Spectateurs : 26 204 Arbitrage : Werner Winsemann | Spectateurs : 26 204 Arbitrage : Werner Winsemann |
| 15h00           | Rapport            |       |         | Spectateurs : 26 204 Arbitrage : Werner Winsemann | Spectateurs : 26 204 Arbitrage : Werner Winsemann |

#### Groupe B
| Rang | Équipe    | Pts | J | G | N | P | Bp | Bc | Diff |
| ---- | --------- | --- | - | - | - | - | -- | -- | ---- |
| 1    | France    | 5   | 3 | 2 | 1 | 0 | 9  | 3  | +6   |
| 2    | Israël    | 3   | 3 | 0 | 3 | 0 | 3  | 3  | 0    |
| 3    | Guatemala | 2   | 3 | 0 | 2 | 1 | 2  | 5  | -3   |
| 4    | Mexique   | 2   | 3 | 0 | 2 | 1 | 4  | 7  | -3   |

1re journée
| 19 juillet 1976 | Israël  | 0–0   | Guatemala | Varsity Stadium, Toronto                        |                                                 |
| 18h00           |         | (0–0) |           | Spectateurs : 9 500 Arbitrage : Vladimir Rudnev | Spectateurs : 9 500 Arbitrage : Vladimir Rudnev |
| 18h00           | Rapport |       |           | Spectateurs : 9 500 Arbitrage : Vladimir Rudnev | Spectateurs : 9 500 Arbitrage : Vladimir Rudnev |

| 19 juillet 1976 | France                                                | 4–1   | Mexique     | Parc Lansdowne, Ottawa                                   |                                                          |
| 18h00           | Schaer 14e · Baronchelli 33e · Rubio 78e · Amisse 90e | (2–0) | Sánchez 81e | Spectateurs : 14 286 Arbitrage : Ángel Norberto Coerezza | Spectateurs : 14 286 Arbitrage : Ángel Norberto Coerezza |
| 18h00           | Rapport                                               |       |             | Spectateurs : 14 286 Arbitrage : Ángel Norberto Coerezza | Spectateurs : 14 286 Arbitrage : Ángel Norberto Coerezza |

2e journée
| 21 juillet 1976 | France                                   | 4–1   | Guatemala | Stade municipal de Sherbrooke                 |                                               |
| 17h00           | Platini 7e 86e · Amisse 41e · Schaer 82e | (2–0) | Fion 58e  | Spectateurs : 3 163 Arbitrage : Jaffar Namdar | Spectateurs : 3 163 Arbitrage : Jaffar Namdar |
| 17h00           | Rapport                                  |       |           | Spectateurs : 3 163 Arbitrage : Jaffar Namdar | Spectateurs : 3 163 Arbitrage : Jaffar Namdar |

| 21 juillet 1976 | Mexique        | 2–2   | Israël                   | Stade olympique de Montréal                         |                                                     |
| 16h00           | Rangel 19e 44e | (2–0) | Oz 51e · Shum 55e (pen.) | Spectateurs : 28 124 Arbitrage : Alberto Michelotti | Spectateurs : 28 124 Arbitrage : Alberto Michelotti |
| 16h00           | Rapport        |       |                          | Spectateurs : 28 124 Arbitrage : Alberto Michelotti | Spectateurs : 28 124 Arbitrage : Alberto Michelotti |

3e journée
| 23 juillet 1976 | Mexique    | 1–1   | Guatemala        | Stade municipal de Sherbrooke                 |                                               |
| 17h00           | Rangel 36e | (1–1) | Rergis 18e (csc) | Spectateurs : 4 118 Arbitrage : Marian Kustoń | Spectateurs : 4 118 Arbitrage : Marian Kustoń |
| 17h00           | Rapport    |       |                  | Spectateurs : 4 118 Arbitrage : Marian Kustoń | Spectateurs : 4 118 Arbitrage : Marian Kustoń |

| 23 juillet 1976 | France             | 1–1   | Israël     | Stade olympique de Montréal                    |                                                |
| 21h00           | Platini 80e (pen.) | (0–0) | Peretz 75e | Spectateurs : 33 639 Arbitrage : Ramón Barreto | Spectateurs : 33 639 Arbitrage : Ramón Barreto |
| 21h00           | Rapport            |       |            | Spectateurs : 33 639 Arbitrage : Ramón Barreto | Spectateurs : 33 639 Arbitrage : Ramón Barreto |

#### Groupe C
| Rang | Équipe    | Pts     | J       | G       | N       | P       | Bp      | Bc      | Diff    |
| ---- | --------- | ------- | ------- | ------- | ------- | ------- | ------- | ------- | ------- |
| 1    | Pologne   | 3       | 2       | 1       | 1       | 0       | 3       | 2       | +1      |
| 2    | Iran (en) | 2       | 2       | 1       | 0       | 1       | 3       | 3       | 0       |
| 3    | Cuba      | 1       | 2       | 0       | 1       | 1       | 0       | 1       | -1      |
| '    | Ghana     | Forfait | Forfait | Forfait | Forfait | Forfait | Forfait | Forfait | Forfait |

| 18 juillet 1976 | Pologne | 0–0   | Cuba | Parc Lansdowne, Ottawa                         |                                                |
| 15h00           |         | (0–0) |      | Spectateurs : 29 417 Arbitrage : Abraham Klein | Spectateurs : 29 417 Arbitrage : Abraham Klein |
| 15h00           | Rapport |       |      | Spectateurs : 29 417 Arbitrage : Abraham Klein | Spectateurs : 29 417 Arbitrage : Abraham Klein |

| 20 juillet 1976 | Iran (en)    | 1–0   | Cuba | Parc Lansdowne, Ottawa                        |                                               |
| 18h00           | Mazloumi 28e | (1–0) |      | Spectateurs : 11 324 Arbitrage : Adolf Prokop | Spectateurs : 11 324 Arbitrage : Adolf Prokop |
| 18h00           | Rapport      |       |      | Spectateurs : 11 324 Arbitrage : Adolf Prokop | Spectateurs : 11 324 Arbitrage : Adolf Prokop |

| 22 juillet 1976 | Pologne                      | 3–2   | Iran (en)               | Stade olympique de Montréal                           |                                                       |
| 20h00           | Szarmach 48e 75e · Deyna 51e | (0–1) | Parvin 6e · Rowshan 79e | Spectateurs : 32 309 Arbitrage : Arnaldo Cézar Coelho | Spectateurs : 32 309 Arbitrage : Arnaldo Cézar Coelho |
| 20h00           | Rapport                      |       |                         | Spectateurs : 32 309 Arbitrage : Arnaldo Cézar Coelho | Spectateurs : 32 309 Arbitrage : Arnaldo Cézar Coelho |

#### Groupe D
| Rang | Équipe             | Pts     | J       | G       | N       | P       | Bp      | Bc      | Diff    |
| ---- | ------------------ | ------- | ------- | ------- | ------- | ------- | ------- | ------- | ------- |
| 1    | Union soviétique   | 4       | 2       | 2       | 0       | 0       | 5       | 1       | +4      |
| 2    | Corée du Nord (en) | 2       | 2       | 1       | 0       | 1       | 3       | 4       | -1      |
| 3    | Canada             | 0       | 2       | 0       | 0       | 2       | 2       | 5       | -3      |
| '    | Zambie             | Forfait | Forfait | Forfait | Forfait | Forfait | Forfait | Forfait | Forfait |

| 19 juillet 1976 | Canada      | 1–2   | Union soviétique  | Stade olympique de Montréal                    |                                                |
| 16h00           | Douglas 88e | (0–2) | Onischenko 8e 11e | Spectateurs : 24 591 Arbitrage : Robert Helies | Spectateurs : 24 591 Arbitrage : Robert Helies |
| 16h00           | Rapport     |       |                   | Spectateurs : 24 591 Arbitrage : Robert Helies | Spectateurs : 24 591 Arbitrage : Robert Helies |

| 21 juillet 1976 | Corée du Nord (en)                   | 3–1   | Canada      | Varsity Stadium, Toronto                                       |                                                                |
| 18h00           | An Se-uk 18e · Hong Song-nam 66e 80e | (1–0) | Douglas 51e | Spectateurs : 12 638 Arbitrage : Marco Antonio Dorantes Garcia | Spectateurs : 12 638 Arbitrage : Marco Antonio Dorantes Garcia |
| 18h00           | Rapport                              |       |             | Spectateurs : 12 638 Arbitrage : Marco Antonio Dorantes Garcia | Spectateurs : 12 638 Arbitrage : Marco Antonio Dorantes Garcia |

| 23 juillet 1976 | Union soviétique                                 | 3–0   | Corée du Nord (en) | Parc Lansdowne, Ottawa                                |                                                       |
| 18h00           | Kolotov 76e (pen.) · Veremeev 81e · Blokhine 89e | (0–0) |                    | Spectateurs : 15 233 Arbitrage : Emilio Guruceta-Muro | Spectateurs : 15 233 Arbitrage : Emilio Guruceta-Muro |
| 18h00           | Rapport                                          |       |                    | Spectateurs : 15 233 Arbitrage : Emilio Guruceta-Muro | Spectateurs : 15 233 Arbitrage : Emilio Guruceta-Muro |

### Tableau final
|  | Quarts de finale   | Quarts de finale   | Quarts de finale   | Quarts de finale   |                    |                    | Demi-finales | Demi-finales | Demi-finales                                   | Demi-finales                                   |                                                |                                                | Finale                                         | Finale | Finale | Finale |
|  |                    |                    |                    |                    |                    |                    |              |              |                                                |                                                |                                                |                                                |                                                |        |        |        |
|  |                    |                    |                    |                    |                    |                    |              |              |                                                |                                                |                                                |                                                | 31 juillet 1976 au Stade olympique de Montréal |        |        |        |
|  |                    |                    |                    |                    |                    |                    |              |              |                                                |                                                |                                                |                                                |                                                |        |        |        |
|  | Brésil             | Brésil             | 4                  | 4                  |                    |                    |              |              |                                                |                                                |                                                |                                                |                                                |        |        |        |
|  | Brésil             | Brésil             | 4                  | 4                  |                    |                    |              |              |                                                |                                                |                                                |                                                |                                                |        |        |        |
|  | Israël             | Israël             | 1                  | 1                  |                    |                    |              |              |                                                |                                                |                                                |                                                |                                                |        |        |        |
|  | Israël             | Israël             | 1                  | 1                  | Brésil             | Brésil             | 0            | 0            |                                                |                                                |                                                |                                                |                                                |        |        |        |
|  |                    |                    |                    |                    | Brésil             | Brésil             | 0            | 0            |                                                |                                                |                                                |                                                |                                                |        |        |        |
|  |                    |                    | Pologne            | Pologne            | 2                  | 2                  |              |              |                                                |                                                |                                                |                                                |                                                |        |        |        |
|  | Pologne            | Pologne            | Pologne            | Pologne            | 2                  | 2                  | 5            | 5            |                                                |                                                |                                                |                                                |                                                |        |        |        |
|  | Pologne            | Pologne            |                    |                    |                    |                    |              | 5            |                                                |                                                |                                                |                                                |                                                |        |        |        |
|  | Corée du Nord (en) | Corée du Nord (en) | 0                  | 0                  |                    |                    |              |              |                                                |                                                |                                                |                                                |                                                |        |        |        |
|  | Corée du Nord (en) | Corée du Nord (en) | 0                  | 0                  | Pologne            | Pologne            | 1            | 1            |                                                |                                                |                                                |                                                |                                                |        |        |        |
|  |                    |                    |                    |                    | Pologne            | Pologne            | 1            | 1            |                                                |                                                |                                                |                                                |                                                |        |        |        |
|  |                    |                    | Allemagne de l'Est | Allemagne de l'Est | 3                  | 3                  |              |              |                                                |                                                |                                                |                                                |                                                |        |        |        |
|  | Allemagne de l'Est | Allemagne de l'Est | Allemagne de l'Est | Allemagne de l'Est | 3                  | 3                  | 4            | 4            |                                                |                                                |                                                |                                                |                                                |        |        |        |
|  | Allemagne de l'Est | Allemagne de l'Est |                    |                    |                    |                    |              |              |                                                |                                                |                                                |                                                |                                                |        |        |        |
|  | France             | France             | 0                  | 0                  |                    |                    |              |              |                                                |                                                |                                                |                                                |                                                |        |        |        |
|  | France             | France             | 0                  | 0                  | Allemagne de l'Est | Allemagne de l'Est | 2            | 2            | Match pour la troisième place                  | Match pour la troisième place                  | Match pour la troisième place                  | Match pour la troisième place                  |                                                |        |        |        |
|  |                    |                    |                    |                    | Allemagne de l'Est | Allemagne de l'Est | 2            | 2            | Match pour la troisième place                  | Match pour la troisième place                  | Match pour la troisième place                  | Match pour la troisième place                  |                                                |        |        |        |
|  |                    |                    | Union soviétique   | Union soviétique   | 1                  | 1                  |              |              | 29 juillet 1976 au Stade olympique de Montréal | 29 juillet 1976 au Stade olympique de Montréal | 29 juillet 1976 au Stade olympique de Montréal | 29 juillet 1976 au Stade olympique de Montréal |                                                |        |        |        |
|  | Union soviétique   | Union soviétique   | Union soviétique   | Union soviétique   | 1                  | 1                  | 2            | 2            | 29 juillet 1976 au Stade olympique de Montréal | 29 juillet 1976 au Stade olympique de Montréal | 29 juillet 1976 au Stade olympique de Montréal | 29 juillet 1976 au Stade olympique de Montréal |                                                |        |        |        |
|  | Union soviétique   | Union soviétique   |                    |                    |                    |                    |              | 2            |                                                |                                                | Union soviétique                               | Union soviétique                               | 2                                              | 2      |        |        |
|  | Iran (en)          | Iran (en)          | 1                  | 1                  |                    |                    |              |              |                                                |                                                | Union soviétique                               | Union soviétique                               | 2                                              | 2      |        |        |
|  | Iran (en)          | Iran (en)          | 1                  | 1                  | Brésil             | Brésil             | 0            | 0            |                                                |                                                |                                                |                                                |                                                |        |        |        |
|  |                    |                    |                    |                    |                    |                    |              |              |                                                |                                                |                                                |                                                |                                                |        |        |        |

#### Quarts de finale
| 25 juillet 1976 | Brésil                                     | 4–1   | Israël     | Varsity Stadium, Toronto                        |                                                 |
| 16h00           | Jarbas 56e 74e · Erivelto 72e · Júnior 88e | (0–0) | Peretz 80e | Spectateurs : 18 601 Arbitrage : Károly Palotai | Spectateurs : 18 601 Arbitrage : Károly Palotai |
| 16h00           | Rapport                                    |       |            | Spectateurs : 18 601 Arbitrage : Károly Palotai | Spectateurs : 18 601 Arbitrage : Károly Palotai |

| 25 juillet 1976 | Pologne                                           | 5–0   | Corée du Nord (en) | Stade olympique de Montréal                    |                                                |
| 21h00           | Szarmach 13e 49e · Lato 59e 79e · Szymanowski 64e | (1–0) |                    | Spectateurs : 44 332 Arbitrage : Paul Schiller | Spectateurs : 44 332 Arbitrage : Paul Schiller |
| 21h00           | Rapport                                           |       |                    | Spectateurs : 44 332 Arbitrage : Paul Schiller | Spectateurs : 44 332 Arbitrage : Paul Schiller |

| 25 juillet 1976 | Allemagne de l'Est                                     | 4–0   | France | Parc Lansdowne, Ottawa                              |                                                     |
| 18h00           | Löwe 27e · Dörner 60e (pen.) 68e (pen.) · Riediger 77e | (1–0) |        | Spectateurs : 20 083 Arbitrage : Alberto Michelotti | Spectateurs : 20 083 Arbitrage : Alberto Michelotti |
| 18h00           | Rapport                                                |       |        | Spectateurs : 20 083 Arbitrage : Alberto Michelotti | Spectateurs : 20 083 Arbitrage : Alberto Michelotti |

| 25 juillet 1976 | Union soviétique              | 2–1   | Iran (en)               | Stade municipal de Sherbrooke                       |                                                     |
| 16h00           | Minayev 40e · Zvyagintsev 67e | (1–0) | Ghelichkhani 82e (pen.) | Spectateurs : 5 855 Arbitrage : Guillermo Velasquez | Spectateurs : 5 855 Arbitrage : Guillermo Velasquez |
| 16h00           | Rapport                       |       |                         | Spectateurs : 5 855 Arbitrage : Guillermo Velasquez | Spectateurs : 5 855 Arbitrage : Guillermo Velasquez |

#### Demi-finales
| 27 juillet 1976 | Pologne          | 2–0   | Brésil | Varsity Stadium, Toronto                       |                                                |
| 18h00           | Szarmach 51e 82e | (0–0) |        | Spectateurs : 21 743 Arbitrage : John Paterson | Spectateurs : 21 743 Arbitrage : John Paterson |
| 18h00           | Rapport          |       |        | Spectateurs : 21 743 Arbitrage : John Paterson | Spectateurs : 21 743 Arbitrage : John Paterson |

| 27 juillet 1976 | Union soviétique   | 1–2   | Allemagne de l'Est                 | Stade olympique de Montréal                                    |                                                                |
| 18h00           | Kolotov 84e (pen.) | (0–0) | Dörner 59e (pen.) · Kurbjuweit 66e | Spectateurs : 57 182 Arbitrage : Marco Antonio Dorantes Garcia | Spectateurs : 57 182 Arbitrage : Marco Antonio Dorantes Garcia |
| 18h00           | Rapport            |       |                                    | Spectateurs : 57 182 Arbitrage : Marco Antonio Dorantes Garcia | Spectateurs : 57 182 Arbitrage : Marco Antonio Dorantes Garcia |

#### Match pour la médaille de bronze
| 29 juillet 1976 | Union soviétique              | 2–0   | Brésil | Stade olympique de Montréal                    |                                                |
| 21h00           | Onishcenko 5e · Nazarenko 49e | (1–0) |        | Spectateurs : 57 182 Arbitrage : Abraham Klein | Spectateurs : 57 182 Arbitrage : Abraham Klein |
| 21h00           | Rapport                       |       |        | Spectateurs : 57 182 Arbitrage : Abraham Klein | Spectateurs : 57 182 Arbitrage : Abraham Klein |

#### Finale
| 31 juillet 1976 | Allemagne de l'Est                    | 3–1   | Pologne  | Stade olympique de Montréal                    |                                                |
| 21h30           | Schade 7e · Hoffmann 14e · Häfner 84e | (2–0) | Lato 59e | Spectateurs : 71 617 Arbitrage : Ramon Barreto | Spectateurs : 71 617 Arbitrage : Ramon Barreto |
| 21h30           | Rapport                               |       |          | Spectateurs : 71 617 Arbitrage : Ramon Barreto | Spectateurs : 71 617 Arbitrage : Ramon Barreto |

## Podium

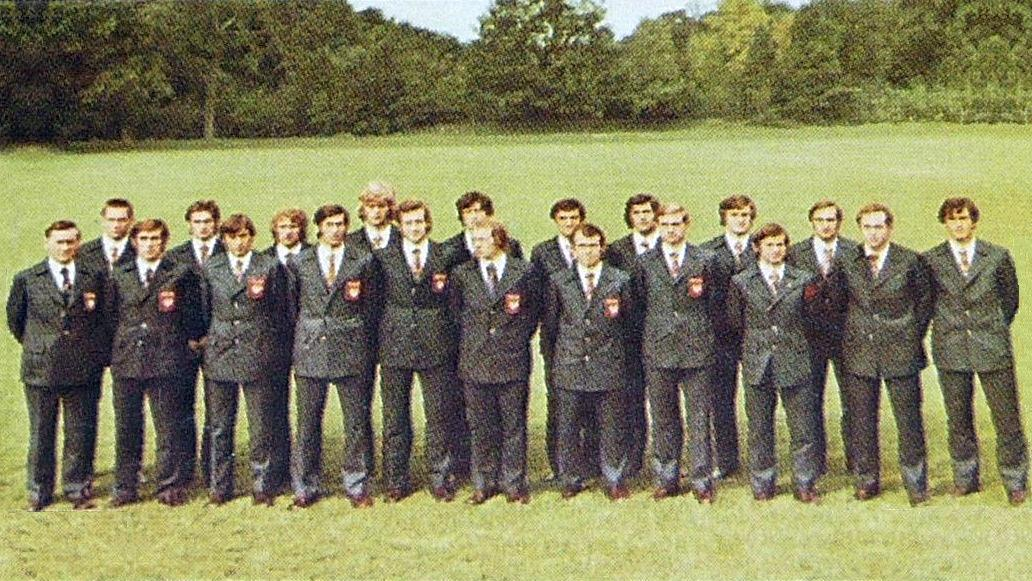
L'équipe de Pologne, vice-championne olympique en 1976.

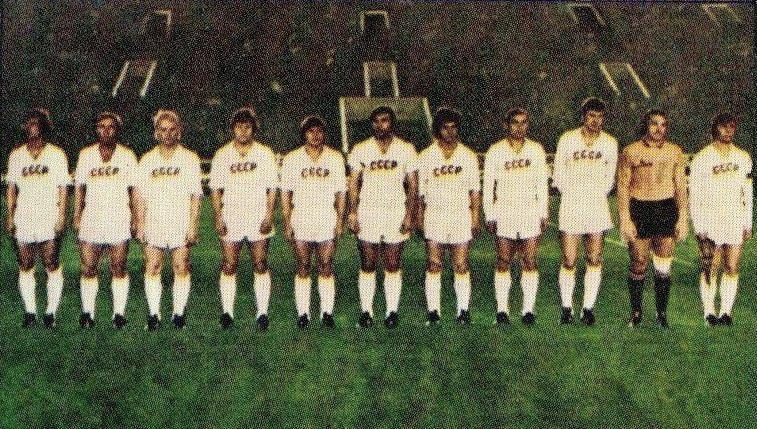
L'équipe d'URSS, troisième du tournoi en 1976.

|                                    | RDA                                 |
|                                    | Médaille d'or, Jeux olympiques      |
| Pologne                            |                                     |
| Médaille d'argent, Jeux olympiques | URSS                                |
| Médaille d'argent, Jeux olympiques | Médaille de bronze, Jeux olympiques |

## Les champions olympiques

### Allemagne de l'Est
- Hans-Ulrich Grapenthin
- Wilfried Gröbner
- Jürgen Croy
- Gerd Weber
- Hans-Jürgen Dörner[1]
- Konrad Weise
- Lothar Kurbjuweit
- Reinhard Lauck
- Gert Heidler
- Reinhard Häfner
- Bernd Bransch
- Martin Hoffmann
- Gerd Kische
- Wolfram Löwe
- Hartmut Schade
- Dieter Riedel
- Hans-Jürgen Riediger